# Cementiri de Sant Medir
El Cementiri de Sant Medir és una obra de Sant Gregori (Gironès) inclosa a l'Inventari del Patrimoni Arquitectònic de Catalunya.

## Descripció
Està situat davant de la façana principal de l'església. Ocupa una parcel·la rectangular i únicament presenta nínxols a la banda de ponent, ocupant una banda de la parcel·la. És interessant la formalització superior dels nínxols, que presenten tres pisos.
També trobem l'església de Sant Medir situat al nord-est del municipi amb el pla de Cartellà a ponent. El seu origen l'hem de situar en uan comunitat monàstica establerta en l'indet al segle IX fins que l'any 949 es trasllada a Amer. L'església conserva l'estructura del temple romànic tot i que va patir una important reforma al segle xviii. Des del 1980 l'església va ser, fins fa poc, de la comunitat de les monges cistercenques de Santa Maria de Cadins. Avui dia se'n fa un ús d'hostatgeria gestionada per la Fundació Esplai de Girona.